# チャンネルウォールノズル
チャンネルウォールノズルとは液体燃料ロケットエンジンのノズルで燃料がノズルの壁面の溝を循環することで再生冷却する形式のノズルである。従来はパイプをろう付けすることによって大口径のノズルを製造していたが、ロウ付けの場合熟練の技が必要で品質を維持すことが困難でコスト上昇の一因にもなっていた。マシニングセンタ等で材料にノズルに溝を彫り、内壁と外壁をろう付けで接合することでコストを抑えることができる。近年、新たに開発されるロケットエンジンにはこの方法が多く取り入れられている。